# Przewód pokarmowy

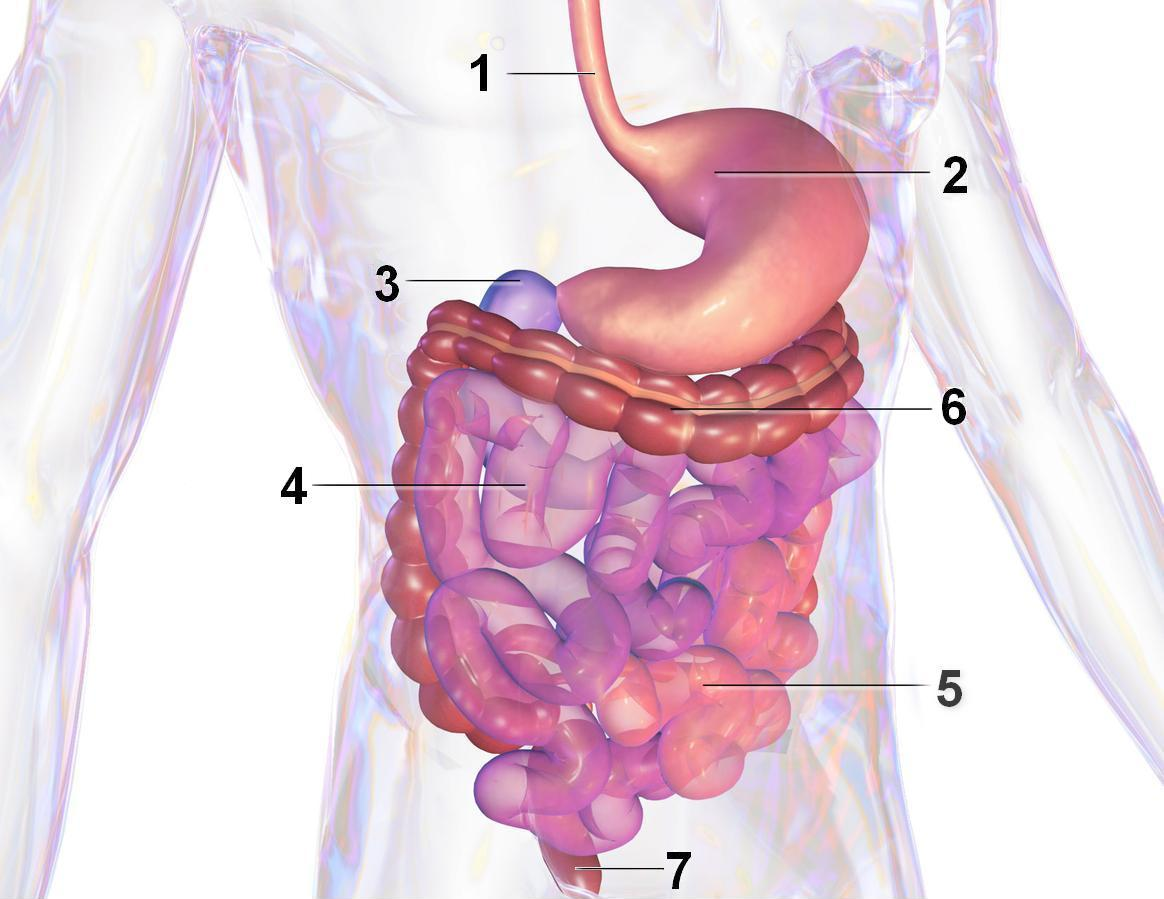
Schemat przewodu pokarmowego człowieka

Przewód pokarmowy – część układu pokarmowego w postaci mięśniowej cewy podzielonej na odcinki o różnej budowie oraz funkcjach. Zazwyczaj rozpoczyna się otworem gębowym i kończy otworem odbytowym. U bardziej prymitywnych grup zwierząt można wyróżnić: ektodermalne jelito przednie, endodermalne jelito środkowe i ektodermalne jelito tylne (u trójwarstwowców w jego budowie bierze też udział mezoderma). Na przednią część przewodu składają się zwykle: jama gębowa (jama ustna), gardziel (gardło) oraz przełyk, czasem rozszerzony w wole. Na część tylną składają się: ileum (jelito kręte), colon (okrężnica), rektum lub odbytnica, czasem zakończone pęcherzem rektalnym lub kloaką.